# نيري إسبينوزا
نيري إسبينوزا (بالإسبانية: Neri Espinosa)‏ هو لاعب كرة قدم أرجنتيني في مركز الوسط، ولد في 4 يوليو 1986 في San Rafael Department ‏ في الأرجنتين. لعب مع جيمناسيا لابلاتا.

## وصلات خارجية
- نيري إسبينوزا على موقع قاعدة بيانات كرة القدم.إي يو (الإنجليزية)
- نيري إسبينوزا على موقع Soccerway.com (الإنجليزية)